# Лаллеман, Поль Жозеф
Поль Жозеф Лаллеман (фр. Paul Joseph Lallemand; 1848 — 1905) — французский священник, эссеист.
Принадлежал к конгрегации ораторианцев, написал исторический очерк педагогической деятельности ораторианцев во Франции (фр. Histoire de l'éducation dans l’ancien Oratoire de France; 1889) — по мнению позднейшего исследователя, весьма информативный, но страдающий от недостатка научного подхода. Опубликовал четыре сборника статей о литературе под общим названием «По литературе» (фр. A travers la littérature; 1888—1890), в которых рассматривается широкий круг тем — от творчества отдельных древнегреческих авторов до образа священника в новейшем романе и пессимистических настроений в современной автору литературе. Издал также книгу «Беседы с молодёжью» (фр. Allocutions pour les jeunes gens). Подготовил новое издание "Искусства поэзии" Горация (1883).